# Магура (потік)
Магура (пол. Magura) — гірський потік в Україні, у Сколівському районі Львівської області у Галичині. Лівий доплив Довжанки (басейн Дністра).

## Опис
Довжина потоку приблизно 5,65 км, найкоротша відстань між витоком і гирлом — 4,45 км, коефіцієнт звивистості потоку — 1,27. Формується багатьма безіменними гірськими струмками. Потік тече у гірському масиві Сколівські Бескиди (частина Українських Карпат).

## Розташування
Бере початок на північно-східних схилах гори Магура II (1013 м). Спочатку тече переважно на північний захід через село Задільське, там повертає на північний схід і впадає у річку Довжанку, ліву притоку Завадки.

## Цікавий факт
- У верхів'ї потоку розташоване Заповідне урочище Сигла[3].